# Wifi-falu
A Wifi-falu programot elindító Internet Terjesztéséért Alapítvány 2008 elejétől működik, s lényegében folytatása a 2007 tavaszán elindított Login Initiative programnak. A program célja, hogy Magyarország legelmaradottabb térségeinek lakóit wifi-antennákon keresztül közösségi internethez juttassa. Az alapítvány egyik létrehozója Nyírő András, az INteRNeTTo, illetve az Index.hu hírportálok egykori alapítója.
A projekt először a Borsod-Abaúj-Zemplén megyei Cserehát vidékén indult el, de már Szabolcs-Szatmár-Bereg megyében is keresi az együttműködő cigány kisebbségi és települési önkormányzatokat. Ebben a helyi koordinátor, a nyíregyházi Esélyek Háza is részt vesz. A programba bekapcsolt községek (Tomor, Selyeb, Méra, Hernádszentandrás) lakói a szolgáltatást megfizethető áron kínált, felújított számítógépek megvásárlásával használják. A Borsod-Abaúj-Zemplén megyei Bodrogkisfaludon is van már Közösségi Internet.
A Wifi-falu program működése első néhány hónapja alatt háromezer felhasználót ért el drót nélküli internettel. A program megvalósítását a Gazdasági és Közlekedési Minisztérium 200 millió forinttal támogatta.
A program keretén belül ezekben a falvakban kaptak ingyenes internetet a mélyszegénységben élő családok: Abaújkér (23 család), Abaújszolnok (5), Ároktő (20), Baktakék (24), Beret (15), Borsodnádasd (3), Bódvaszilas (30), Csegöld (9), Encs (10), Erdőhorváti (11), Felsődobsza (12), Felsőgagy (10), Forró (20), Füzérkajata (13), Gulács (6), Györgytarló (23), Hejőszalonta (13), Hernádszentandrás (13), Hidvégardó (29), Homrogd (20), Ináncs (33), Kázsmárk (16), Kiskinizs (11), Kondó (11), Kölcse (18), Lak (9), Léh (27), Máriapócs (19), Méra (13), Mikóháza (9), Nagykinizs (8), Négyes (13), Novajidrány (25), Nyésta (9), Nyírcsászári (17), Nyírvasvári (20), Pap (21), Pálháza (14), Perkupa (8), Porcsalma (30), Pusztafalu (13), Rásonysápberencs (4), Rétközberencs (10), Sajóhídvég (12), Szegi (12), Szegilong (13), Szendrő (24), Szentistván (17), Szentistvánbaksa (17), Taktaharkány (30), Tolcsva (18), Tornaszentandrás (13), Tornyospálca (8), Trizs (10), Uppony (8), Újfehértó (12), Vilyvitány (12), Vizsoly (22).

## Külső hivatkozások
- Hivatalos blog
- login initiative, angol leírás az eredeti projektről
- Száz wififalut, ezeret!, az index cikke
- az index cikk video külön, jobb felbontásban
- A szegények rútere, Népszabadság Online
- Router az Isten háta mögött - Negyedik (videó)[halott link], HírTV
- wififalu, Siroki László video, (youtube)
- A programba bekapcsolt községek, (google maps térkép: Wifi falvak Borsodban és Szabolcsban: 0-10 felhasználó: piros, 11-20 felhasználó: kék, 21-30 felhasználó: zöld, 31- felhasználó: lila )
- Szociális netszolgáltató indul Magyarországon, az index cikke
- Szociális internetszolgáltató indul a legszegényebb térségekben, Népszabadság Online
- Kapcsolatépítés - WIFIFALUPROGRAM ÉSZAK-MAGYARORSZÁGON, HVG 2009./02. szám, Sághy Erna cikke
- Pityu lovat vesz az interneten - A WiFi Falu programmal mélyszegénységben élő fiatalok jutnak olcsón számítógéphez és ingyenes internethez. Most már le lehet tölteni a Run-D.M.C.-t, meg lehet venni lovat a fagyűjtéshez., - index videó
- Légből kapott internet[halott link], NOLTV videó
- WiFi-falu program: esély a kitörésre a mélyszegénységben élőknek, InfoRádió
- Digitális Híd a baranyai Wifi Falvakban Archiválva 2010. június 20-i dátummal a Wayback Machine-ben, Dunántúli Napló
- Magyar Telekom Digitális Híd Fest a baranyai kistelepüléseken[halott link], Magyar Telekom
- WiFi falvak Baranyában és Szabolcsban, Öreg a nénikéd!
- Diáklaptopon tanítanak Királyegyházán - A wifi falu kisiskolásai [halott link], SzabadFöld Online
- Diáklaptopon tanítanak egy Wifi faluban , Interaktív Oktatástechnikai Portál
- Házon kívül - Élet a wifi-faluban[halott link], RTL Klub Házon kívül  2009. október 29.
- Wifi falu lett Hodász is - A Ma Reggel vendége Nyírő András, a Wifi falu program kitalálója, MTV Ma Reggel 2010. április 17.